# Аргун (Иркутская область)
Аргу́н — деревня в Качугском районе Иркутской области России. Входит в Карлукское муниципальное образование. 
Находится в 78 км к югу от районного центра, посёлка городского типа Качуг, у границы с Баяндаевским районом, в 5 км северо-западнее съезда с региональной автодороги 25Н-056 Иркутск — Жигалово.

## Происхождение названия
Есть сведения, что ранее населённый пункт назывался Марахун, и название его происходит от бурятского нарһан — сосна, сосновый.
По мнению Геннадия Бутакова, топоним образован от этнонима аргуны.

## Население
По данным Всероссийской переписи, в 2010 году в деревне проживало 345 человек (156 мужчин и 189 женщин).
| 2002 | 2010 | 2011 | 2012 |
| ---- | ---- | ---- | ---- |
| 395  | ↘345 | ↘344 | ↗346 |